# 美濃石田駅
美濃石田駅（みのいしだえき）は、かつて羽島郡下中島村石田（現・羽島市）に存在した、名古屋鉄道竹鼻線の駅。
2001年（平成13年）10月1日の廃止区間（江吉良駅 - 大須駅）のうち、市之枝駅 - 八神駅間に存在した駅である。駅の位置は現在の羽島市下中町石田。現在の羽島市コミュニティバス「石田」バス停付近と推測される。

## 歴史
- 1929年（昭和4年）4月1日 - 栄町駅・大須駅間開業に際し、竹鼻鉄道（美濃電気鉄道の系列会社）の駅として開設。
- 1943年（昭和18年） - 合併により名古屋鉄道の駅となる。
- 1944年（昭和19年） - 休止。
- 1969年（昭和44年）4月5日 - 廃止。

## 利用状況
『岐阜県統計書』によると、年間乗車人員、降車人員は以下の通りである。
| 年度     | 乗車人員（人） | 降車人員（人） | 出典  |
| -------- | -------------- | -------------- | ----- |
| 1930年度 | 8,111          | 7,435          | [ 3 ] |
| 1931年度 |                |                |       |
| 1932年度 |                |                |       |
| 1933年度 |                |                |       |
| 1934年度 | 2,536          | 4,259          | [ 4 ] |
| 1935年度 | 3,579          | 4,496          | [ 1 ] |

## 隣の駅
所属路線、隣の駅は営業時代のもの。
名古屋鉄道
竹鼻線
市之枝駅 - 美濃石田駅 - 正専寺前駅